# Rojões à moda do Minho

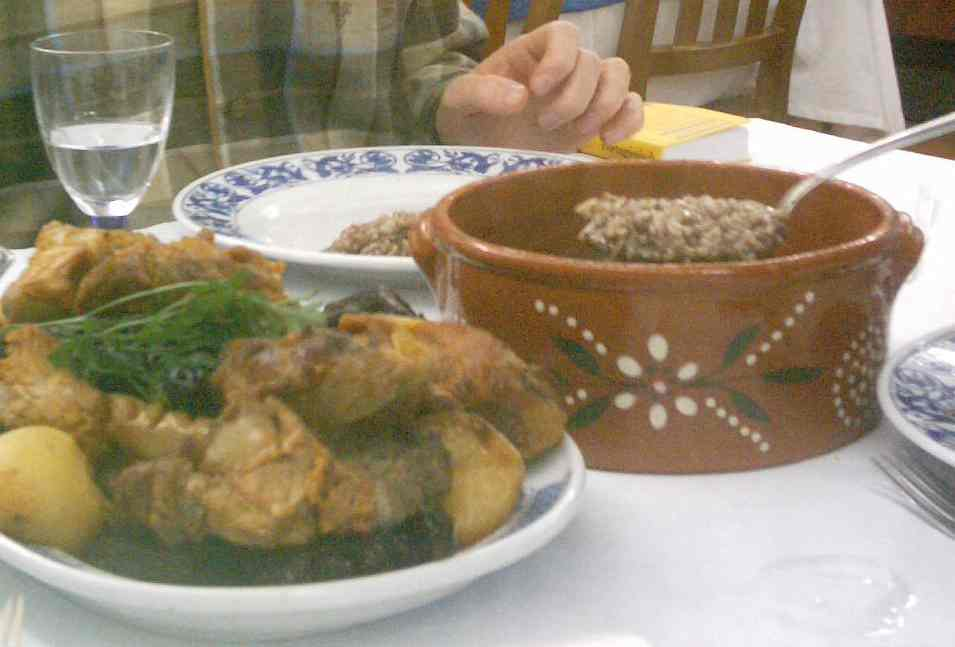
Rojões à moda do Minho com arroz de sarrabulho

Rojões à moda do Minho é um prato típico da culinária de Portugal, mais concretamente, da região do Minho, no Norte do País.
Os “rojões” são pedaços de carne de porco sem osso, mas com alguma gordura (por exemplo, da perna). Para esta preparação, os rojões são marinados de um dia para o outro numa mistura de vinho verde, alho, sal, pimenta, louro e colorau. A carne é alourada em banha e misturada com a marinada, deixando-se estufar em lume brando. No fim, junta-se sangue de porco cozido e cortado em fatias finas e deixa-se apurar.
Separadamente, fritam-se tripas enfarinhadas e pedaços de fígado de porco. Alouram-se igualmente batatas novas e castanhas, depois de temperadas. Juntam-se todos estes ingredientes já cozinhados, salpicam-se com cominho e servem-se com pedaços de limão e salsa picada.
O prato pode ser acompanhado por arroz de sarrabulho ou papas de sarrabulho, bolachos, ou por arroz branco.